# 버티고 (영화)
"버티고"는 2019년에 개봉한 대한민국의 영화이다. 전계수 감독의 작품이고 천우희와 유태오가 출연하였다.

## 캐스팅
- 천우희 : 서영 역
- 유태오 : 전수 역
- 정재광 : 서관우 역
- 홍지석 : 권 차장 역
- 박예영 : 예담 역
- 나미희 : 도희 역
- 전국향 : 서영 모 역
- 윤상화 : 관우 부 역
- 박영수 : 박 팀장 역
- 이수인 : 관순 역
- 유명우 : 부장 역
- 문선용 : 남직원 1 역
- 김규도 : 남직원 2 역
- 이지혁 : 남직원 3 역
- 이수안 : 여직원 1 역
- 이다영 : 여직원 2 역
- 곽진 : 외벽관리직원 역
- 하도권 : 말콤 역
- 전진오 : 이비인후과 원장 역
- 윤동하 : 경찰 역
- 정지우 : 개발팀직원 1 역
- 기도영 : 개발팀직원 2 역
- 송용호 : 로프공 1 역
- 김성우 : 로프공 2 역
- 박형규 : 다른회사직원 1 역
- 박종현 : 다른회사직원 2 역
- 정성인 : 기타 청년 역
- 신성익 : 화장실남 1 역
- 김영기 : 화장실남 2 역
- 손난아 : 총무과 여직원 역
- 김니나 : 납골당 가족 역
- 김재원 : 납골당 가족 역
- 이수민 : 납골당 가족 역
- 김준형 : 경비 역
- 한제이 : 카페 손님 역
- 권수진 : 카페 손님 역
- 박수진 : 카페 손님 역
- 박진호 : 세미나 직원 역
- 이은정 : 관우 모 역
- 유현서 : 승원 역
- 정재용 : 장례지도사 1 역
- 홍미자 : 장례지도사 2 역
- 양호경 : 서점 아이들 역
- 양윤정 : 서점 아이들 역

## 수상
- 2021년 제41회 청룡영화상 신인남우상(유태오)

## 같이 보기
- 2019년 대한민국의 영화 목록